# Wyspa Biała (Nowa Zelandia)
Wyspa Biała (ang. White Island; maor. Whakaari, Whakatane) – wyspa w Nowej Zelandii, w Zatoce Obfitości, przy północno-wschodnim wybrzeżu Wyspy Północnej. Wyspę tworzy czynny wulkan.
Wyspa znajduje się w odległości ok. 50 km od brzegów Wyspy Północnej. Ma średnicę ok. 2 km. Wznosi się na wysokość 321 m n.p.m., ale większość wulkanu skrywa się pod wodą, tworząc charakterystyczny stożek o łącznej wysokości ponad kilometra i średnicy u podstawy przekraczającej 10 km. Wulkan jest regularnie badany przez naukowców i monitorowany przez państwową służbę geofizyczną. Zainstalowano tu trzy kamery obserwujące dno krateru, sejsmograf rejestrujący drżenia skorupy ziemskiej oraz mikrofon, rejestrujący odgłosy z wnętrza góry, utworzonej z lawy i popiołu. Dodatkowo co trzy miesiące pobierane są próbki wody, gazów i gleby oraz wykonywane pomiary deformacji gruntu.
Wyspa jest ostatnio dość często odwiedzana przez turystów. W drugiej dekadzie XXI w. przybywało na nią rocznie nawet 20 tys. osób. Przypływali niedużymi statkami lub przylatywali helikopterami, by podziwiać krater Whakaari i obserwować rozmaite zjawiska wulkaniczne, m.in. wyziewy gazów. W listopadzie 2019 r. wulkanolodzy z Nowej Zelandii podnieśli dla Whakaari poziom zagrożenia z 1 na 2 (w pięciostopniowej skali). Pomimo tego 9 grudnia 2019 r. w kraterze Whakaari znajdowało się 47 turystów.
Nagła, niespodziewana erupcja wulkanu spowodowała śmierć 22 osób, z czego 17 na miejscu, a ciał 2 osób nie odnaleziono. Większość spośród reszty poszkodowanych przebywała przez wiele tygodni w szpitalach w Nowej Zelandii z rozległymi poparzeniami skóry i jamy ustnej.
Na wyspie występują złoża guano.